# Pat Breen
Pour les articles homonymes, voir Breen.
Pat Breen, né le 21 mars 1957 à Ennis, Comté de Clare, est une personnalité politique irlandaise. Il est Teachta Dála (député) dans la circonscription de Clare de 2002 à 2020.
Après avoir été élu au Clare County Council entre 1999 et 2002, Pat Breen est pour la première fois élu au Dáil Éireann en 2002.
Il est entre 2001 et 2016 président de la commission parlementaire des affaires étrangères et du Commerce extérieur. Lors de la même période il est le leader de la délégation irlandaise au Conseil de l'Europe.